# عنکبوت‌های تف‌انداز
عنکبوت‌های تُف‌انداز (Scytodidae) نام خانواده‌ای از عنکبوت‌ها است.
این خانواده ۵ سرده و ۱۶۹ گونه را دربر می‌گیرد.